# John Broadwood & Sons
John Broadwood & Sons è un'azienda inglese produttrice di pianoforti, fondata nel 1728 da Burkat Shudi (Famiglia Tschudi) e continuata dopo la sua morte nel 1773 da John Broadwood.

## Gli albori

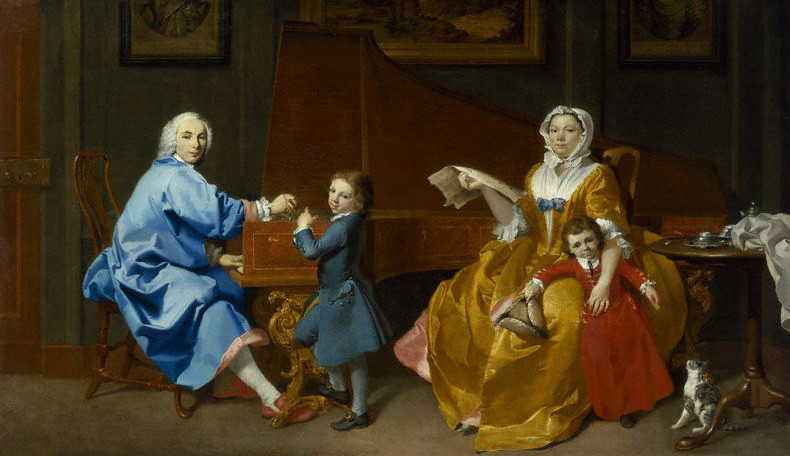
La famiglia Shudi nel 1742

John Broadwood, falegname ed ebanista scozzese, andò a Londra nel 1761 e iniziò a lavorare per il produttore di clavicembali svizzero Burkat Shudi. Sposò la figlia di Shudi otto anni dopo e divenne socio della ditta nel 1770. Con il declino della popolarità del clavicembalo, la ditta si concentrò sempre più sulla fabbricazione di pianoforti, abbandonando del tutto il clavicembalo nel 1793.
Il figlio di Broadwood, James Shudi Broadwood, lavorava per l'azienda dal 1785 e nel 1795 l'azienda iniziò a commerciare come John Broadwood & Son. Quando il terzo figlio di Broadwood, Thomas Broadwood, divenne socio nel 1808, l'azienda assunse il nome di John Broadwood & Sons Ltd, che conserva fino ad oggi. Il periodo più intenso dell'azienda fu durante gli anni '50, quando venivano prodotti circa 2.500 strumenti ogni anno.

## Innovazioni

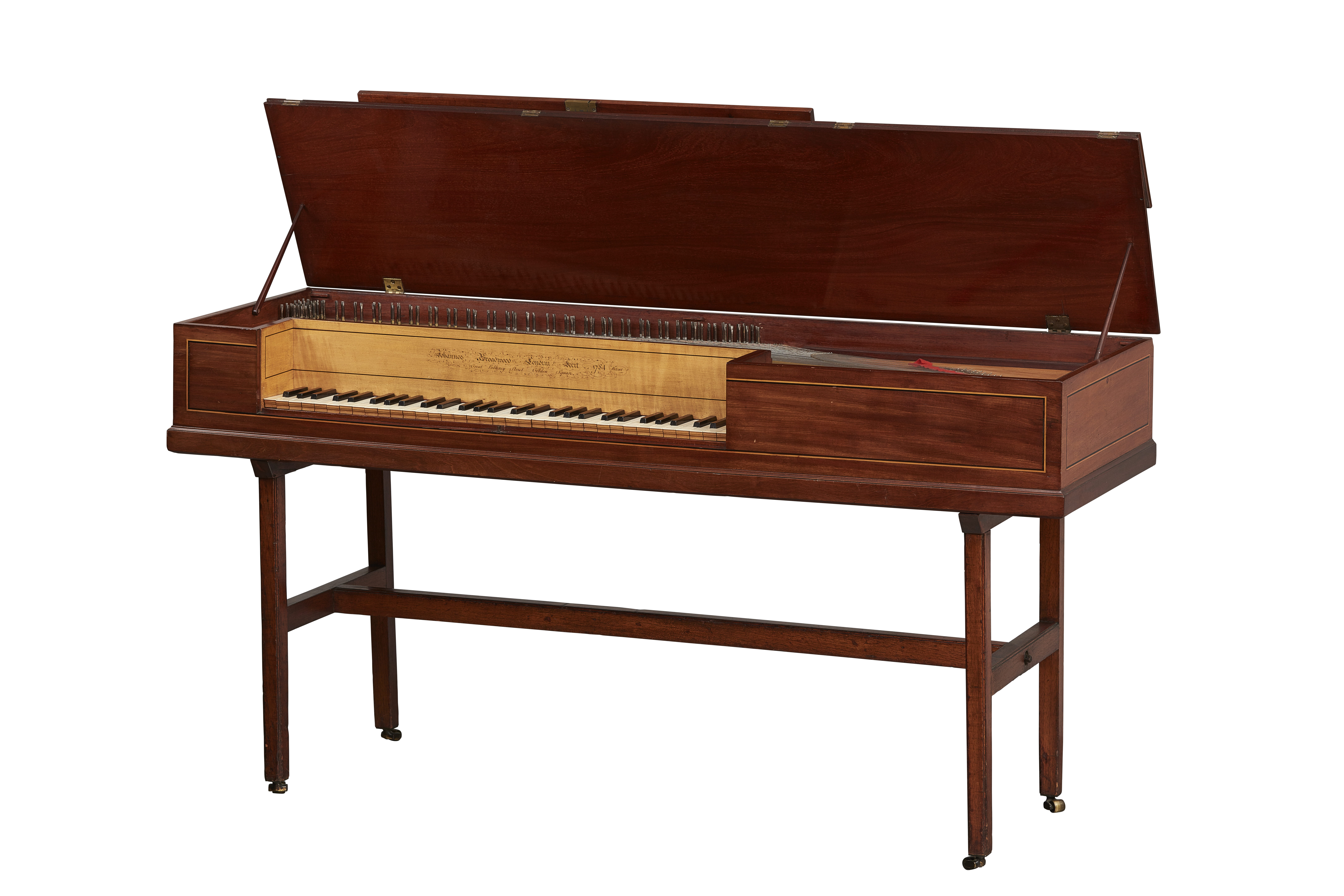
Fortepiano quadrato del 1784

Broadwood produsse il suo primo pianoforte quadrato nel 1771, dopo il modello di Johannes Zumpe e lavorò assiduamente per sviluppare e perfezionare lo strumento, spostando il somiere del pianoforte precedente, che era al lato della cassa come nel clavicordo, verso la parte posteriore della cassa nel 1781, raddrizzando le chiavi e sostituendo i registri a mano con i pedali. Nel 1785 Thomas Jefferson, in seguito terzo presidente degli Stati Uniti, visitò Broadwood in Great Pulteney Street, a Soho, per discutere di strumenti musicali. Nel 1789, su suggerimento di Jan Ladislav Dussek, estese la gamma del suo pianoforte a coda oltre le cinque ottave negli acuti e ancora fino a sei ottave complete nel 1794. Gli strumenti perfezionati divennero popolari con musicisti come Joseph Haydn, che li usò per la sua prima visita a Londra nel 1791.
Ludwig van Beethoven ricevette un Broadwood di sei ottave nel 1818, un dono di Thomas Broadwood, che conservò per il resto della sua vita. Sebbene il suo udito compromesso possa avergli impedito di apprezzarne il tono, sembra averlo preferito al suo Erard che aveva una estensione simile. Sopra l'etichetta della società sul bordo anteriore del somiere è possibile leggere il seguente testo: ″Hoc Instrumentum est Thomae Broadwood (Londrini) donum propter ingenium illustrissime Beethoven.″ [Questo strumento è un dono di Thomas Broadwood di Londra in riconoscimento del grande illustre genio di Beethoven.]
Fryderyk Chopin suonò su strumenti di Broadwood in Gran Bretagna, compreso il concerto tenuto alla Guildhall di Londra nel 1848. Sebbene gli piacessero i Broadwood, il musicista preferiva il marchio francese Pleyel.

## Anni '80 e '90
Dopo un lungo periodo di declino che si concluse quasi con la bancarotta, l'attività fu salvata a metà degli anni '80 da un consorzio guidato da Geoffrey Simon, un appassionato pianista dilettante e imprenditore di successo di Birmingham. Simon assunse il ruolo di CEO e sotto la sua amministrazione John Broadwood & Sons entrò in un nuovo e più luminoso periodo durante il quale sono state sviluppate una serie di innovazioni. Queste hanno compreso l'edizione limitata del "Piano Linley", un pianoforte verticale progettato dal Visconte Linley e dal suo partner Matthew Rice, oltre alla progettazione e alla brevettazione del pianoforte a coda "senza barre" nel 1997, che fu prodotto dalla ditta Birmingham di Ladbrooke Pianos, che ne produsse una mezza dozzina all'anno.

## Anni 2000
La società detiene un Royal Warrant come produttore e accordatore di pianoforti. Dopo la morte di Geoffrey Simon nel 2006, la compagnia fu acquisita nel 2008 da Alastair Laurence, costruttore di pianoforti e tecnico con legami familiari con la ditta Broadwood risalenti al 1787. In coincidenza con il cambio di proprietà, nuovi laboratori di restauro e conservazione si trovano ora a Finchcocks, Goudhurst, Kent, Inghilterra.

## Archivi Broadwood
Gli archivi dell'azienda sono sopravvissuti. Sono tenuti presso il Surrey History Centre.